# Frederik von Gabel

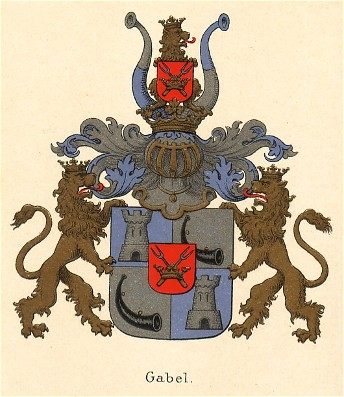
Wappen der Familie Gabel im Dänischen Adelsjahrbuch 1893

Frederik von Gabel (* 1640er Jahre in Bremen?; † 21. Juni 1708 in Kopenhagen) war ein dänischer Staatsmann und Kaufmann.

## Leben
Frederik von Gabel ist der Sohn von Christoffer von Gabel. Sein genauer Geburtsort ist ebenso wenig bekannt wie das Geburtsjahr, war aber vermutlich in Bremen zu der Zeit, als sein Vater dort lebte.
Sowohl in der Geschichte Norwegens als auch in der Geschichte der Färöer spielt Frederik von Gabel eine wichtige Rolle als (Vize-)Statthalter der dänischen Krone. Auf den Färöern erinnert man sich noch heute an das dunkle Kapitel der „Gabelzeit“ als zunächst sein Vater und dann er die Färöer als Lehnsherren und Monopolhändler regelrecht besaßen.

## Familie
Frederik von Gabel heiratete am 25. April 1671 in Christiania Anne Cathrine Juul (* 5. Juni 1655 in Stockholm; begr. 24. August 1707 in Kopenhagen, St. Petri), Tochter des Vizestatthalters in Norwegen, Ove Juul zu Villestrup (1615–1686) und der Kirstine Urne (1628–1672).
Er ist der Vater des Vizeadmirals Christian Carl von Gabel (1679–1748).